# Mister Heartbreak
Mister Heartbreak è un album registrato in studio di Laurie Anderson pubblicato nel 1984.
Il disco è immediatamente successivo a Big Science che contiene il famoso singolo O Superman. Alcune tracce riprendono ed estendono lavori precedenti inclusi nello spettacolo United States Live. In tutti i brani si fa uso del synclavier.
All'album collabora anche Peter Gabriel che scrive ed interpreta con la Anderson Excellent Birds. Gabriel includerà una versione riarrangiata dello stesso pezzo nel suo album So col titolo This Is The Picture.

## Tracce
1. Sharkey's Day - 7:47
2. Langue d'Amour - 6:18
3. Gravity's Angel - 6:06 - dedicata a Thomas Pynchon
4. Kokoku - 7:08
5. Excellent Birds - 3:17
6. Blue Lagoon - 7:08
7. Sharkey's Night - 2:29